# 25138 Jaumann
25138 Jaumann este un asteroid din centura principală de asteroizi.

## Descriere
25138 Jaumann este un asteroid din centura principală de asteroizi. A fost descoperit pe 17 septembrie 1998 la Stația Anderson Mesa în cadrul programului LONEOS. Asteroidul prezintă o orbită caracterizată de o semiaxă mare de 2,66 ua, o excentricitate de 0,11 și o înclinație de 3,5° în raport cu ecliptica.